# Argyra kireichuki
Argyra kireichuki är en tvåvingeart som beskrevs av Grichanov 1998. Argyra kireichuki ingår i släktet Argyra och familjen styltflugor.
Artens utbredningsområde är Etiopien. Inga underarter finns listade i Catalogue of Life.